# Henrik Hetta
Henrik Hetta, född 17 augusti 1989, är en svensk tidigare ishockeyspelare.

## Klubbar
- IFK Strömsund - 2007
- Östersunds IK/Brunflo IK 2007/2008
- Östersunds IK 2008/2009 - 2009/2010
- Asplöven HC 2010/2011
- Olofströms IK 2011/2012
- Malmö Redhawks 2012/2013 - 2015/16
- Skellefteå AIK 2016/2017 - 2017/18
- Malmö Redhawks 2018/19 - 2019/20
- Västerås SK 2020/2021
- Rungsted Seier Capital 2021/2022